# Paleoendemit
Paleoendemity – gatunki występujące na jednym tylko, ograniczonym w naturalny sposób i zwykle małym obszarze (jak wyspa, góry), które dawniej miały znacznie większy areał występowania. Są zwykle gatunkami wymierającymi.
Przykładami typowych paleoendemitów są lasy wawrzynolistne oraz dracena właściwa – tzw. „drzewo smocze” (Dracaena draco), występujące jedynie na Wyspach Kanaryjskich.